# 918 (číslo)
Devět set osmnáct je přirozené číslo. Římskými číslicemi se zapisuje CMXVIII a řeckými číslicemi ϡιη´. Následuje po čísle devět set sedmnáct a předchází číslu devět set devatenáct.

## Matematika
918 je:
- Abundantní číslo
- Složené číslo
- Nešťastné číslo

## Astronomie
- (918) Itha je planetka, kterou objevil v roce 1919 Karl Wilhelm Reinmuth
- NGC 918 je galaxie v souhvězdí Berana

## Roky
- 918
- 918 př. n. l.